# Duga (časopis)
Duga (ćir. Дуга) je bio visoko nakladni jugoslavenski i srbijanski dvotjedni časopis, kojeg je od ranih 1970-ih do 2000-ih izdavala beogradska izdavačka kuća BIGZ. Časopis prethodnik Duge ugašen je 1960-ih.
Časopis Duga činilo je isto osoblje koje je objavljivalo erotski časopis Eva i Adam. Dostigavši veliku popularnost u SFRJ s nakladom od 270 000 prodanih primjeraka, s osobitom visokom popularnosti u SR Sloveniji, Eva i Adam je ugašen zbog javnih moralnih optužbi 'kvarenja mladeži'. U samom početku Duga je imala nakladu od oko 90 000 primjeraka.
Duga uskoro postaje poznata diljem bivše države kao oponent komunizmu, i zbog objavljivanje intervjua jugoslavenskih disidenata. Iako je u SFRJ-u sloboda tiska bila izraženija nego u drugim komunističkim zemljama, ipak su glavni urednici često smjenjivani zbog objavljivanja kontroverznih materijala.
I 1990-ih Duga nastavlja s kontroverznim radom, sve dok novinarka Dada Vujasinović nije ubijena 1994., vjerojatno zbog neprijatnog članka o srpskom kriminalcu Arkanu. Kolumnu u Dugi imala je i Mirjana Marković, supruga Slobodana Miloševića i profesorica sociologije, često objavljujući poetska izvješća o godišnjim dobima zbog užasnih događaja u zemlji, ali i indirektnih najava smjena u vladi. Njena kolumna je objavljivana sve do 1997. godine.